# زبان‌گنجشک گل
زبان‌گنجشک گل (نام علمی: Fraxinus ornus) نام یک گونه از سرده زبان گنجشگ است.